# Albert Bourla

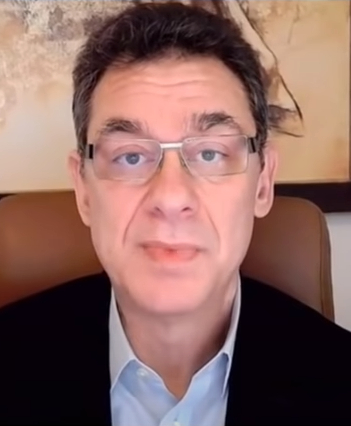
Albert Bourla (2021)

Albertos „Albert“ Bourla (griechisch Αλβέρτος «Άλμπερτ» Μπουρλά, * 21. Oktober 1961 in Thessaloniki) ist ein griechischer Geschäftsmann und Tierarzt, der als Vorsitzender und Chief Executive Officer (CEO) des US-Pharmakonzerns Pfizer tätig ist. Er trat 1993 in das Unternehmen ein und bekleidete verschiedene Führungspositionen in den verschiedenen Unternehmensbereichen von Pfizer, darunter Zoetis (damals unter dem Namen Animal Health), das Impfstoff-, Onkologie- und Verbrauchergesundheitsgeschäft sowie Pfizer Innovative Health. Vor seiner Beförderung zum CEO war Bourla als Chief Operating Officer (COO) tätig.
Außerdem war er in folgenden Vorständen tätig: der Pfizer Foundation, der Biotechnology Innovation Organization (BIO), Catalyst – einer globalen gemeinnützigen Organisation zur Frauenförderung, der Partnership for New York City und der Pharmaceutical Research and Manufacturers of America (PhRMA) – einem Fachverband, der Unternehmen der pharmazeutischen Industrie in den Vereinigten Staaten vertritt.
Darüber hinaus ist Bourla Mitglied des Business Council, einer Organisation von Wirtschaftsführern mit Sitz in Washington, D.C., und des Business Roundtable, einer Gruppe von Vorstandsvorsitzenden großer US-Unternehmen, die gegründet wurde, um eine wirtschaftsfreundliche öffentliche Politik zu fördern.

## Leben
Bourla wurde als Sohn sephardisch-griechischer Juden und Holocaust-Überlebender in Thessaloniki geboren und ist dort aufgewachsen. Er promovierte an der Veterinärmedizinischen Fakultät der Aristoteles-Universität Thessaloniki in der Biotechnologie der Reproduktion. Mit 34 Jahren verließ er mit seiner Frau Griechenland und lebte seitdem in sieben verschiedenen Städten in vier verschiedenen Ländern. Bourla unterhält ein Haus in Chalkidiki.
Bourla kam 1993 zu Pfizer und war zunächst als Doktor der Veterinärmedizin und technischer Direktor für die Tiergesundheitsabteilung des Unternehmens in Griechenland tätig. Er hatte mehrere leitende Funktionen bei Zoetis (damals bekannt als Animal Health) und anderen Abteilungen von Pfizer inne. Von 2005 bis 2009 war er als Area President für die Abteilung Europa, Afrika und Naher Osten von Animal Health tätig, gefolgt von der Abteilung Europa, Afrika und Asien-Pazifik in den Jahren 2009–2010. In der letztgenannten Funktion leitete er die Fusion des Fort Dodge Animal Health-Geschäfts von Wyeth mit Pfizer in diesen Regionen.
Bourla war in den Jahren 2010–2013 Präsident und General Manager der Geschäftseinheit Established Products von Pfizer. Laut The Financial hat er in dieser Funktion „die Bemühungen des Unternehmens zum Aufbau eines starken Geschäfts nach dem Patent vorangetrieben, indem er an der Spitze der Bemühungen stand, die den Lebenszyklus von Schlüsselmarken nach dem Verlust der Exklusivität maximierten“. Später war er als Gruppenleiter des Pfizer-Geschäftsbereichs Impfstoffe, Onkologie und Consumer Healthcare tätig, wo er unter anderem die Arbeit von Pfizer an Krebs- und Herzmedikamenten leitete und an der Einführung der Medikamente Eliquis und Ibrance, einem Antikoagulans bzw. Brustkrebsbehandlungsmittel, beteiligt war.
Bourla hatte die Rolle des globalen Impfstoffchefs inne, bevor er mit Wirkung vom 1. Januar 2016 zum Gruppenvorsitzenden von Pfizer Innovative Health befördert wurde. Während seiner Amtszeit stiegen die Einnahmen von Innovative Health im Jahr 2016 um elf Prozent. Bourla wurde am 1. Januar 2018 zum Chief Operating Officer (COO) von Pfizer ernannt und war für die Arzneimittelentwicklung, die Herstellung, den Vertrieb und die Strategie des Unternehmens verantwortlich. Während seiner Amtszeit als COO strukturierte er Pfizer um und gliederte das Consumer-Health-Care-Geschäft aus. Im Oktober 2018 wurde er mit Wirkung vom 1. Januar 2019 zum Chief Executive Officer (CEO) befördert und trat damit die Nachfolge von Ian Read an.
Bourla war einer von sieben Vorstandsvorsitzenden von Pharmaunternehmen, die im Februar 2019 an einer Anhörung des Finanzausschusses des Senats zu den Preisen für verschreibungspflichtige Medikamente in den USA teilnahmen. Im April 2019 wurde ihm von Geoffrey R. Pyatt, in seiner Rolle als Botschafter der Vereinigten Staaten in Griechenland, während der Verleihung des Prix Galien Greece die Auszeichnung als „herausragender griechischer Führer“ der globalen Pharmaindustrie verliehen. Im Januar 2020 übernahm Bourla den zusätzlichen Posten des geschäftsführenden Vorsitzenden, nachdem Pfizer Ende 2019 angekündigt hatte, dass Ian Read nach acht Jahren von diesem Posten zurücktreten würde.
Im Jahr 2020 drängte Bourla auf einen aggressiven Zeitplan bei der Entwicklung eines möglichen Impfstoffs gegen COVID-19 durch Pfizer. Er entschied, dass große Mengen des Impfstoffkandidaten BNT162b2 bereits vor der Zulassung durch die Food and Drug Administration (FDA) auf Pfizers eigenes Risiko produziert werden. 2021 erhielt er eine Gesamtvergütung in Höhe von 24,3 Mio. US-Dollar, was einer Steigerung von 15 % gegenüber dem Vorjahr entsprach.
Im Interview mit der BBC im Dezember 2021, sagte Bourla: 'Es besteht für mich kein Zweifel daran, dass die Vorteile vollständig für die Impfung von fünf- bis elfjährigen Kindern gegen Covid-19 sprechen. Covid breitet sich in Schulen aus. ... Dies beeinträchtigt das Bildungssystem erheblich, und es gibt Kinder, die schwere Symptome entwickeln werden [ohne unseren Impfstoff].' Nach diesem Interview stellte die British Medical Ethics Authority fest, dass Pfizer gegen den ethischen Kodex verstoßen hat, indem sie die Öffentlichkeit irreführten, nicht nachgewiesene Behauptungen aufstellten und Informationen nicht sachlich und ausgewogen präsentierten.

## Auszeichnungen
Der Jüdische Weltkongress zeichnete Bourla 2021 mit dem Theodor-Herzl-Preis aus.
Für 2022 wurde Bourla der Bower Award for Business Leadership zugesprochen.
Wie am 19. Januar 2022 bekannt gegeben wurde, erhält Albert Bourla den 2022 Genesis-Preis. Mit der Auszeichnung, die auch als jüdischer Nobelpreis gilt, werden „außergewöhnliche Persönlichkeiten für ihre herausragenden beruflichen Leistungen, ihren Beitrag zur Menschlichkeit und ihr Engagement für jüdische Werte“ geehrt.
Am 5. April 2022 erhielt er mit dem Goldenen Kreuz des Erlöserordens die höchste und älteste Auszeichnung Griechenlands.